# Etisus laboutei
Etisus laboutei is een krabbensoort uit de familie van de Xanthidae. De wetenschappelijke naam van de soort is voor het eerst geldig gepubliceerd in 1987 door Crosnier.